# Élections législatives népalaises de 2022
Les élections législatives népalaises de 2022 ont lieu le 20 novembre 2022 afin d'élire les 275 députés de la Chambre des représentants du Népal.
Les élections sont par deux fois prévues de manière anticipée un an plus tôt, en raison de dissensions au sein du Parti communiste au pouvoir ayant mené en mai 2021 à la chute du gouvernement du Premier ministre sortant Khadga Prasad Sharma Oli. La dissolution du Parlement est cependant invalidée chaque fois par la Cour suprême, jusqu'au vote de confiance début juillet du nouveau Premier ministre Sher Bahadur Deuba.
Les résultats du scrutin sont contrastés. Comme en 2017, le Parti communiste marxiste-léniniste unifié arrive en tête des suffrages, suivi du Congrès népalais et du Parti communiste unifié maoïste, mais les deux partis communistes enregistrent un fort recul après deux années de dissensions ayant mené à la rupture de leur coalition, la chute du gouvernement de Khadga Prasad Sharma Oli et son remplacement par celui de Sher Bahadur Deuba.
De même, les partis de la coalition sortante menée par le Congrès népalais de Sher Bahadur Deuba obtiennent un total cumulé de siège supérieur à celui de tout autre groupe, mais ne parviennent pas à obtenir la majorité absolue. Formée par la réunion en 2021 de la quasi-totalité de l'opposition, la coalition souffre par ailleurs de sa composition hétéroclite, qui allie les maoïstes à leurs adversaires congressistes des élections précédentes. L'absence de majorité claire conduit à de difficiles négociations en vue de la formation d'un gouvernement de coalition.
Le scrutin aboutit finalement à un retournement d'alliance : le Parti communiste maoïste se rallie au Parti communiste marxiste-léniniste, reformant ainsi leur coalition de 2017, élargie à plusieurs autres partis. En échange de son ralliement, le dirigeant des maoïstes, Pushpa Kamal Dahal, obtient le poste de Premier ministre.
La coalition ne tient cependant que trois mois, l'élection présidentielle de mars 2023 étant l'occasion pour Dahal de négocier le retour à la coalition préexistante tout en se maintenant au poste de Premier ministre, en échange de l'élection à la présidence de Ram Chandra Poudel, membre du Congrès népalais.

## Contexte

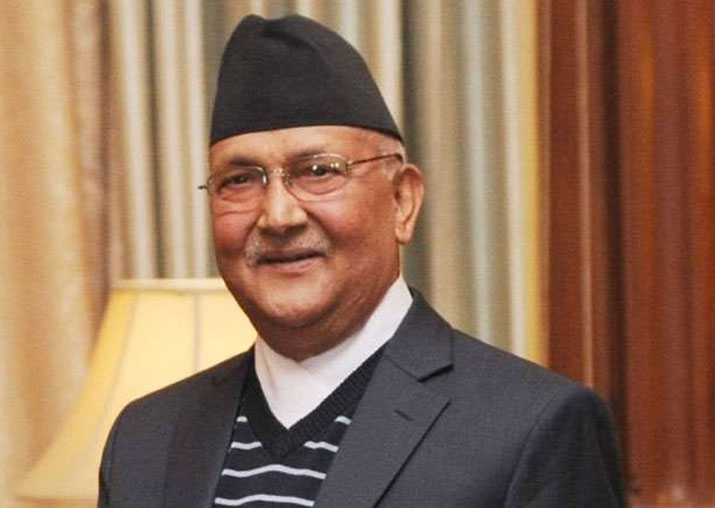
Le Premier ministre sortant K. P. Oli.

Les élections législatives de novembre 2017 sont les premières organisées sous la nouvelle Constitution népalaise de 2015, mettant un terme à la longue transition ayant transformé la monarchie unitaire en une république fédérale. Elles voient la très nette victoire de l'alliance du Parti communiste marxiste-léniniste unifié (centre-gauche, malgré son nom) et du Parti communiste maoïste (extrême-gauche) qui remporte plus de 60 % des sièges. Le Congrès népalais (centre-gauche) du Premier ministre sortant Sher Bahadur Deuba est nettement distancé.
Khadga Prasad Sharma Oli devient Premier ministre le 15 février 2018, soutenu par une coalition communiste élargie au Forum fédéral socialiste, obtenant ainsi le soutien d'une majorité des deux tiers du parlement pour la première fois depuis plus de soixante ans. Suivant une promesse de campagne, les deux partis communistes fusionnent pour former le Parti communiste du Népal (PCN).
Courant 2020, cependant, Oli fait face à des dissensions internes au parti causées par une faction menée par Pushpa Kamal Dahal et Madhav Kumar Nepal, qui accusent le Premier ministre d'échouer à mettre en œuvre ses promesses de campagne et à lutter contre la corruption. Ces désaccords culminent avec le dépôt d'une demande de mise au vote d'une motion de censure pour le dimanche 20 décembre 2020. Oli réagit en demandant à la présidente Bidya Devi Bhandari la dissolution de la chambre avant que ne puisse être votée la motion, une décision qui provoque de vives critiques au sein de la classe politique népalaise et plusieurs manifestations à son encontre,,.
La Cour suprême annule cependant la dissolution le 23 février 2021, avant de juger invalide la fusion des deux partis communistes par une décision rendue publique le 7 mars suivant, ajoutant à la confusion dans laquelle se trouve alors plongé le système politique népalais. La cour juge invalide la fusion en raison de l'existence d'un parti du même nom au moment de la création du nouveau parti, tout en n'excluant donc pas une fusion future sous un  nom différent.

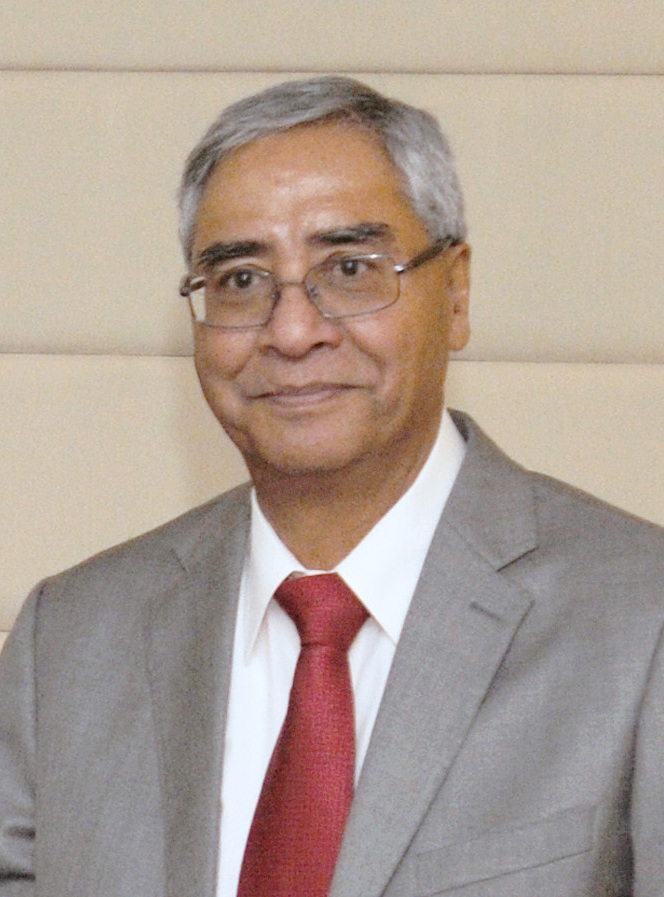
Sher Bahadur Deuba

Avec le retrait du soutien du parti maoïste ainsi recréé, Oli se voit contraint à demander un vote de confiance à la Chambre des représentants. Le vote, organisé le 9 mai voit le Premier ministre échouer à réunir la majorité absolue nécessaire pour se maintenir en poste. Seuls 93 parlementaires votent ainsi la confiance, bien en deçà des 136 voix sur 275 nécessaires. Ses opposants réunissent quant à eux 124 voix à son encontre, le reste s'abstenant. La chute du gouvernement conduit Oli à assurer les fonctions de Premier ministre par intérim,. Quatre jours plus tard, cependant, il est à nouveau nommé Premier ministre par la présidente, l'article 76 de la constitution permettant la nomination du chef du parti ayant le plus de parlementaire à la chambre, à condition qu'il se soumette dans les trente jours à un vote de confiance,.
Sher Bahadur Deuba parvient à réunir autour de lui l'opposition, y compris une partie de ses anciens adversaires maoïstes, ce que lui permet de recueillir suffisamment de soutien pour une candidature au poste de Premier ministre, qui doit alors être confirmée par un vote de confiance. Bénéficiant du soutien de la présidente Bidya Devi Bhandari, Oli lui fait cependant initier le 28 mai la procédure de recherche d'une majorité à la chambre prévu par l'article 76 de la constitution, sans pour autant démissionner ni se soumettre devant cette dernière à un vote de confiance. Jugeant la chambre dans l'incapacité de réunir une majorité stable autour du Premier ministre sortant comme de son concurrent, la présidente dissous le soir même la chambre des représentants, et convoque pour la deuxième fois des élections anticipées, cette fois-ci fixées au 12 et 19 novembre.
Le 12 juillet, cependant, la Cour constitutionnelle provoque un nouveau retournement de situation en jugeant inconstitutionnelle la décision de la présidente de dissoudre la chambre sur demande de K.P Oli. la Cour ordonne que celle-ci soit réinstauré dans ses fonctions, et que Sher Bahadur Deuba soit nommé Premier ministre dans les 28 heures,,. Après avoir prêté serment le lendemain, Deuba dispose de 30 jours pour obtenir un vote de confiance, faute de quoi la chambre sera dissoute,,. Le 19 juillet, il remporte le vote de confiance par 165 voix pour et 83 contre. Il réunit les soutiens des députés de son parti, le Congrès népalais, du Parti communiste unifié maoïste, du Parti socialiste populaire, et d'une vingtaine de dissidents du Parti communiste marxiste-léniniste unifié,.

## Système électoral

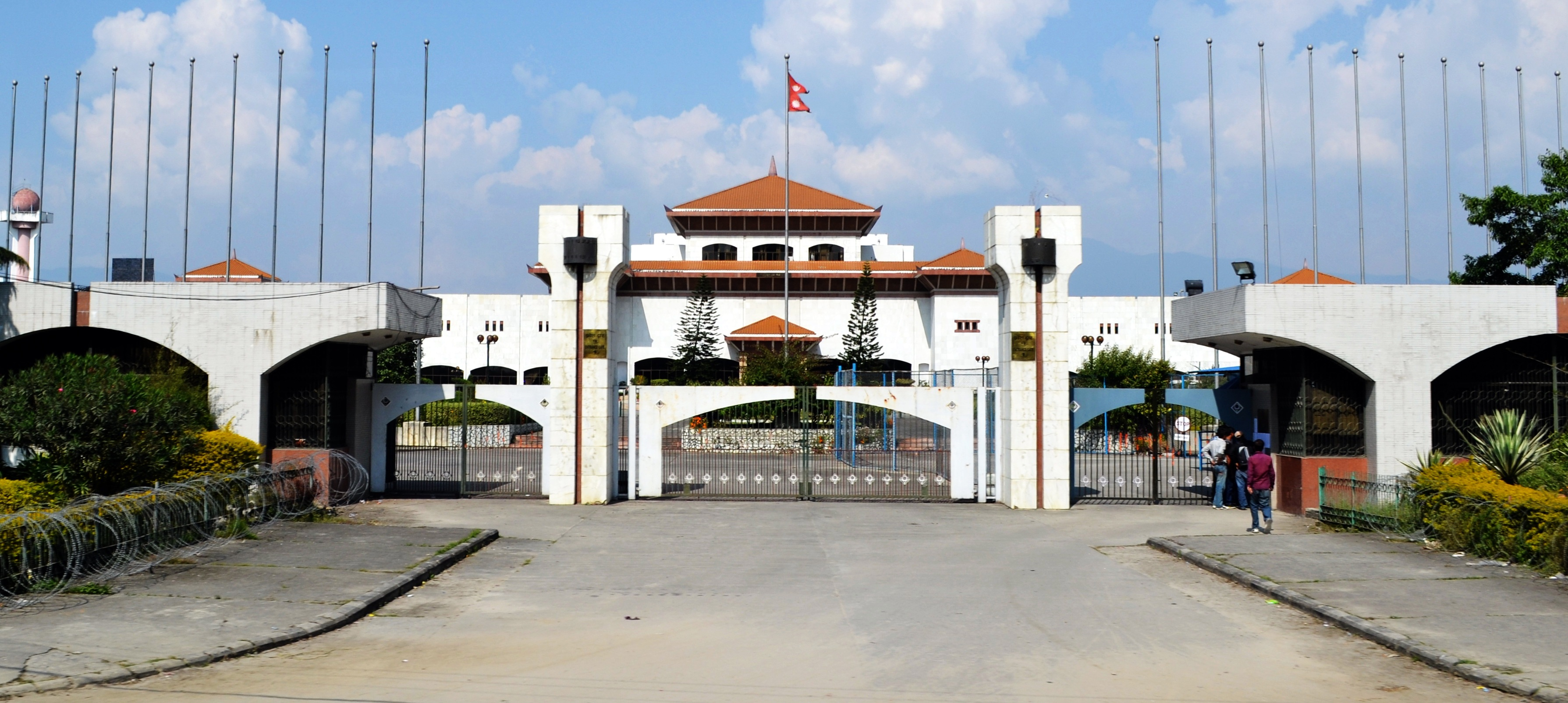
Bâtiment du parlement à Katmandou.

Le Népal est dotée d'un parlement bicaméral, dit Parlement fédéral, dont la Chambre des représentants est la chambre basse. Elle se compose de 275 députés élus pour un mandat de cinq ans selon un mode de scrutin parallèle.
Sont ainsi à pourvoir 165 sièges au scrutin uninominal majoritaire à un tour dans autant de circonscriptions électorales, auxquels se rajoutent 110 sièges pourvus au scrutin proportionnel plurinominal de liste avec seuil électoral de 3 % dans une unique circonscription nationale. Les électeurs votent ainsi sur deux bulletins de vote séparés. Les députés élus au scrutin majoritaire mais appartenant à un parti ayant échoué à atteindre le seuil électoral sont classifiés au parlement comme indépendants.
Chaque parti se voit attribuer un logotype officiel représentant un objet dessiné de manière simple et reconnaissable, afin que même les individus ne sachant ni lire ni écrire puissent voter. L'analphabétisme touche en effet plus de 30 % de la population adulte au Népal.
Les précédentes élections avaient eu lieu en deux phases, le nord du pays votant dans un premier temps, et le sud la semaine suivante. En 2022 cependant, la commission électorale estime que les conditions sont réunies pour l'organisation des élections en une seule fois,.

### Conditions de candidature
Pour être candidat, les conditions suivantes doivent être réunies :
- Être citoyen du Népal
- Avoir au moins 25 ans
- Ne pas avoir de casier judiciaire
- Ne pas être sujet à une inéligibilité issue d'une loi fédérale
- Ne pas occuper de poste dont la rémunération est assurée par le gouvernement népalais

## Forces en présences
| Parti | Parti                                                                                     | Idéologie                                                                             | Chef de file             | Résultat en 2017                     |
| ----- | ----------------------------------------------------------------------------------------- | ------------------------------------------------------------------------------------- | ------------------------ | ------------------------------------ |
|       | Parti communiste marxiste-léniniste unifié नेपाल कम्यूनिष्ट पार्टी (एकीकृत मार्क्सवादी-लेनिनवादी), (PCN(MLU)) | Centre gauche Communisme, centralisme démocratique, démocratie populaire multipartite | Khadga Prasad Sharma Oli | 33,25 % des voix 121 députés         |
|       | Congrès népalais नेपाली कांग्रेस, (NC)                                                           | Centre à centre gauche Social-démocratie, troisième voie                              | Sher Bahadur Deuba       | 32,78 % des voix 63 députés          |
|       | Parti communiste unifié maoïste नेपाल कम्युनिस्ट पार्टी (माओवादी), (PCUN-M)                           | Extrême gauche Communisme, Maoïsme                                                    | Pushpa Kamal Dahal       | 13,66 % des voix 53 députés          |
|       | Parti socialiste populaire du Népal जनता समाजवादी पार्टी, नेपाल), (PSP-N)                          | Centre gauche à gauche Socialisme démocratique, progressisme, défense des minorités   | Upendra Yadav            | (Fusion) 10,74 % des voix 34 députés |
|       | Parti communiste socialiste unifié कम्युनिष्ट पार्टी (एकीकृत-समाजवादी, (PCN-SU)                       | Gauche Communisme, marxisme-léninisme, démocratie populaire multipartite              | Madhav Kumar Nepal       | Scission du PCN(MLU)                 |

## Résultats
|                           |                                                        |                 |                 |                 |                 |                  |                  |                  |                  |       |               |  |  |  |
| Partis                    | Partis                                                 | Proportionnelle | Proportionnelle | Proportionnelle | Proportionnelle | Circonscriptions | Circonscriptions | Circonscriptions | Circonscriptions | Total | +/-           |  |  |  |
| Partis                    | Partis                                                 | Voix            | %               | +/-             | Sièges          | Voix             | %                | Sièges           | +/-              | Total | +/-           |  |  |  |
|                           | Parti communiste marxiste-léniniste unifié (CPN (UML)) | 2 845 641       | 26,95           | 6,30            | 34              | 3 233 567        | 30,83            | 44               | 36               | 78    | 43            |  |  |  |
|                           | Congrès népalais (NC)                                  | 2 715 225       | 25,71           | 7,07            | 32              | 2 431 907        | 23,19            | 57               | 34               | 89    | 26            |  |  |  |
|                           | Parti communiste maoïste (CPN (MC))                    | 1 175 684       | 11,13           | 2,53            | 14              | 982 826          | 9,37             | 18               | 18               | 32    | 21            |  |  |  |
|                           | Parti national indépendant (RSP)                       | 1 130 344       | 10,70           | Nv.             | 13              | 815 023          | 7,77             | 7                | Nv.              | 20    | 20            |  |  |  |
|                           | Parti national démocratique (RPP)                      | 588 849         | 5,58            | 3,52            | 7               | 549 340          | 5,24             | 7                | 6                | 14    | 13            |  |  |  |
|                           | Parti socialiste populaire du Népal (PSPN)             | 421 314         | 3,99            | 6,75            | 5               | 379 337          | 3,62             | 7                | 15               | 12    | 22            |  |  |  |
|                           | Parti Janamat (JP)                                     | 394 655         | 3,74            | Nv.             | 5               | 292 554          | 2,79             | 1                | Nv.              | 6     | 6             |  |  |  |
|                           | Parti communiste socialiste unifié (CPN (US))          | 298 391         | 2,83            | Nv.             | 0               | 436 020          | 4,16             | 10               | Nv.              | 10    | 10            |  |  |  |
|                           | Parti de la liberté du peuple (NUP)                    | 271 722         | 2,57            | Nv.             | 0               | 172 205          | 1,64             | 3                | Nv.              | 3     | 3             |  |  |  |
|                           | Parti socialiste démocratique (LSPN)                   | 167 367         | 1,58            | Nv.             | 0               | 169 692          | 1,62             | 4                | Nv.              | 4     | 4             |  |  |  |
|                           | Parti des travailleurs et des paysans (NWPP)           | 75 168          | 0,71            | 0,12            | 0               | 71 567           | 0,68             | 1                | en stagnation    | 1     | en stagnation |  |  |  |
|                           | Parti Hamro (HNP)                                      | 55 743          | 0,53            | Nv.             | 0               | 57 077           | 0,54             | 0                | Nv.              | 0     | en stagnation |  |  |  |
|                           | Organisation nationale mongole (MNA)                   | 49 000          | 0,46            | 0,30            | 0               | 42 892           | 0,41             | 0                | en stagnation    | 0     | en stagnation |  |  |  |
|                           | Front populaire national (RJ)                          | 46 504          | 0,44            | 0,21            | 0               | 57 278           | 0,55             | 1                | en stagnation    | 1     | en stagnation |  |  |  |
|                           | Parti fédéral socialiste (NFSP)                        | 41 830          | 0,40            | 0,02            | 0               | 7 172            | 0,07             | 0                | en stagnation    | 0     | en stagnation |  |  |  |
|                           | Parti communiste marxiste-léniniste (NCP (ML))         | 30 599          | 0,29            | 0,14            | 0               | 18 716           | 0,18             | 0                | en stagnation    | 0     | en stagnation |  |  |  |
|                           | Parti national de libération du peuple (RJP)           | 23 934          | 0,23            | 0,12            | 0               | 34 012           | 0,32             | 0                | en stagnation    | 0     | en stagnation |  |  |  |
|                           | Autres partis (42)                                     | 228 112         | 2,16            | –               | 0               | 152 147          | 1,45             | 0                | en stagnation    | 0     | en stagnation |  |  |  |
|                           | Indépendants                                           |                 |                 |                 |                 | 584 629          | 5,57             | 5                | 4                | 5     | 4             |  |  |  |
|                           |                                                        |                 |                 |                 |                 |                  |                  |                  |                  |       |               |  |  |  |
| Suffrages exprimés        | Suffrages exprimés                                     | 10 560 082      | 94,91           |                 |                 | 10 487 961       | 94,94            |                  |                  |       |               |  |  |  |
| Votes blancs et invalides | Votes blancs et invalides                              | 566 144         | 5,09            | 559 076         | 5,06            |                  |                  |                  |                  |       |               |  |  |  |
| Total                     | Total                                                  | 11 126 226      | 100             | –               | 110             | 11 047 037       | 100              | 165              | en stagnation    | 275   | en stagnation |  |  |  |
| Abstentions               | Abstentions                                            | 6 862 344       | 38,15           |                 |                 | 6 941 533        | 38,59            |                  |                  |       |               |  |  |  |
| Inscrits/Participation    | Inscrits/Participation                                 | 17 988 570      | 61,85           | 17 988 570      | 61,41           |                  |                  |                  |                  |       |               |  |  |  |

## Analyse et conséquences

Parti arrivé en tête par province

Parti arrivé en tête par district

Parti arrivé en tête par circonscription au scrutin majoritaire

### Recul des communistes et absence de majorité nette
Si le Parti communiste marxiste-léniniste unifié (PCN(MLU)) parvient à se maintenir en tête des suffrages, il enregistre malgré tout un important recul notamment au niveau des sièges pourvus au scrutin majoritaire, ses candidats ne bénéficiant plus de l'alliance préélectorale de 2017 avec les maoïstes. Le parti de Khadga Prasad Sharma Oli subit ainsi de plein fouet le contrecoup des controverses liées à son départ du pouvoir l'année précédente.
Le Parti communiste unifié maoïste (PCUN-M) de Pushpa Kamal Dahal est lui aussi en fort recul après deux années de dissensions ayant menées à la rupture de leur coalition, et la formation d'un gouvernement réunissant les maoïstes au Congrès népalais, leur principal adversaire de 2017. Issu de la scission du Parti communiste marxiste-léniniste unifié, le Parti communiste socialiste unifié ne parvient pas non plus à faire une percée malgré de bons résultats. Là où les élections de 2017 avaient été marquées par le succès des partis communistes alliés entre eux, leurs désunion aux élections de 2022 se soldent sans surprise par des résultats très en retrait,.
Le Congrès népalais sort quant à lui gagnant du scrutin. Bien qu'arrivé en seconde position en termes de suffrages, il décroche le plus grand nombre de sièges, grace notamment à la part de la chambre élue au scrutin majoritaire. Malgré le recul des maoïstes, les partis membres de la coalition gouvernementale menée par le Premier ministre congressiste Sher Bahadur Deuba parviennent à réunir plus de sièges que l'opposition sortante, le Parti Janamat et le Parti communiste socialiste unifié obtenant plusieurs bons résultats, bien que moindres.
Pour autant, la coalition gouvernementale ne parvient pas à obtenir la majorité absolue. Formée par la réunion en 2021 de la quasi-totalité des partis alors opposés à Khadga Prasad Sharma Oli, la coalition souffre de sa composition hétéroclite, qui voit réunis les maoistes aux congressistes, deux groupes politiques opposés de longue date,.
Tous deux récemment créés, le Parti national indépendant et le Parti Janamat obtiennent de bons résultats en mobilisant notamment un électorat formé de la diaspora de travailleurs vivant principalement en Inde, mais également de la population jeune et éduquée vivant entre autres dans la capitale Katmandou. Fondé six mois avant les élections par Rabi Lamichhane, une personnalité issue du monde de la télévision, les résultats du Parti national indépendant prennent le reste de la classe politique par surprise, celui çi se hissant à la quatrième place des suffrages dès sa première participation à un scrutin, sans être issu d'une scission ou fusion de partis existants.
Le Parti national démocratique obtient quant à lui des résultats en nette hausse sur la base d'un programme monarchiste et pro-Hindou.

### Formation du gouvernement

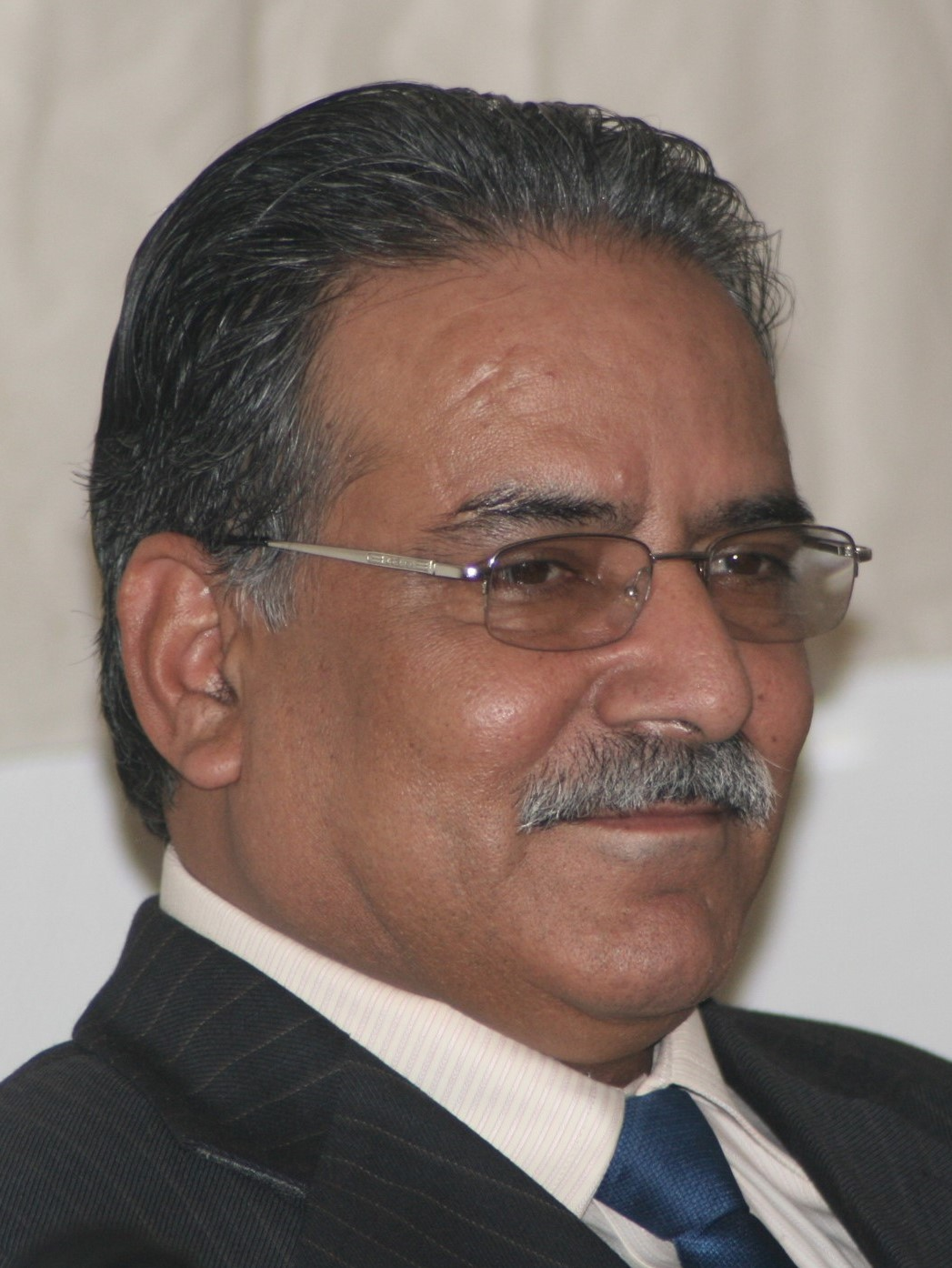
Pushpa Kamal Dahal.

Dans les jours qui suivent le scrutin, Khadga Prasad Sharma Oli multiplie les contacts avec Pushpa Kamal Dahal, qu'il appelle le soir même des résultats dans le but apparent de mettre de côté leurs divisions et de reformer une coalition communiste. Le Parti communiste unifié maoïste tout comme le Parti socialiste populaire du Népal laissent en effet rapidement entendre qu'ils ne se considèrent pas liés par les alliances conclues dans les circonstances de la formation du gouvernement Deuba, et pourraient pas conséquent rejoindre l'une ou l'autre coalition à la faveur d'un accord. Khadga Prasad Sharma Oli peut par ailleurs toujours compter sur le soutien de la présidente Bidya Devi Bhandari, chargée de nommer le premier prétendant à la formation d'un gouvernement.
Le 6 décembre cependant, les dirigeants des cinq partis de la coalition sortante — le Congrès népalais, le Parti communiste unifié maoïste, le Parti socialiste populaire du Népal, le Parti communiste socialiste unifié et le Parti socialiste démocratique du Népal — se réunissent pour la première fois depuis le scrutin. La réunion se conclut sur un communiqué dans lequel ils s'accordent sur la nécessité de renouveler leur alliance, dite « Alliance démocratique »,. Les déclarations ambiguës de membres haut placés du Parti communiste unifié maoïste amènent néanmoins ses partenaires à l'accuser de jouer un double jeu afin de se placer en faiseur de rois et obtenir pour Pushpa Kamal Dahal le poste de Premier ministre. Ces négociations se heurtent de fait à la demande du dirigeant du Parti communiste maoïste, Pushpa Kamal Dahal — surnommé Prachanda — d'obtenir la direction du gouvernement.
Devant le refus du Congrès népalais, Dahal se tourne ouvertement vers Oli, qu'il rencontre le 25 décembre à sa résidence située dans la ville de Balkot, au Bhaktapur. Les deux hommes s'accordent le jour même sur la conclusion d'un accord qu'ils communiquent à la présidente Bidya Devi Bhandari, Oli acceptant de laisser le poste de Premier ministre à Dahal pour la première moitié du mandat de cinq ans de la chambre. Dès cette annonce, l'« Alliance de Balkot » obtient les ralliements du Parti national indépendant (RSP), du Parti national démocratique (RPP), du Parti socialiste populaire (JSP) et du Parti Janamat. Le lendemain, Pushpa Kamal Dahal est nommé Premier ministre par Bhandari. Il prête serment pour un troisième mandat à ce poste après un premier de 2008 à 2009 et un second de 2016 à 2017. Le 27 décembre, il forme un gouvernement de coalition avec pour vice-Premier ministres Narayan Kaji Shrestha (PCUN-M), Bishnu Poudel (PCN(MLU)) et Rabi Lamichhane. Ce dernier, à la tête du RSP, annonce son ralliement en échange d'une commission de lutte contre la corruption aux pouvoirs élargis. Le dirigeant du Parti Janamat, Chandra Kant Raut, obtient également un ministère.
Le gouvernement quadripartite — PCUN-M, PCN(MLU), RSP et Janamat — obtient le soutien sans participation du RPP, du JSP et du Parti de la liberté du peuple (NUP) ainsi que de trois élus indépendants, totalisant 169 députés sur 275,.
La présidente Bhandari convoque la session inaugurale de la Chambre des représentants pour le 9 janvier. Le lendemain, Pushpa Kamal Dahal reçoit la confiance de la quasi-totalité de la chambre, 268 des 270 représentants présents votant en sa faveur, là où la majorité absolue du total des membres était nécessaire, soit 138 voix. Le Congrès népalais et ses alliés décident en effet de voter également pour Dahal de manière à démontrer qu'un écartement du PCN(MLU) en leur faveur est toujours possible.

## Suites
Cette politique provoque de fait des dissensions quant au choix d'un candidat à l'élection présidentielle de 2023, Oli insistant pour que soit élu un candidat du PCN(MLU), comme convenu dans leur accord. Après le vote quasi unanime de la confiance au gouvernement, Dahal se déclare cependant ouvertement favorable à la désignation d'un candidat de consensus, apolitique,.
Malgré une entrevue de dernière minute entre Oli et Dahal le 24 février 2023, ce dernier annonce le même jour le soutien de sept partis — le Parti communiste unifié du Népal (maoïste), le Parti communiste du Népal (socialiste unifié), le Parti socialiste populaire du Népal, le Parti Janamat, le Front populaire national, le Parti socialiste démocratique du Népal et le Parti de la liberté du peuple — envers la candidature de Ram Chandra Poudel avancée par le Congrès népalais, ainsi que le rétablissement à venir de l'alliance au pouvoir avant les législatives.
Ram Chandra Poudel est élu à une large majorité et prend ses fonctions le 13 mars, marquant ainsi une alternance à la tête de l’État au profit du Congrès népalais. Le candidat communiste Subash Chandra Nemwang ne réunit les voix que de son parti, ses alliés du Parti national démocratique et d'une partie du Parti des travailleurs et des paysans préférant finalement s'abstenir. L'élection présidentielle marque surtout la recomposition de la coalition gouvernementale du Premier ministre Dahal, moins de trois mois après les élections législatives l'ayant porté au pouvoir, ce dernier parvenant finalement à s'allier au Congrès népalais,.